# غرانت مارجيمان
غرانت مارجيمان (بالإنجليزية: Grant Margeman)‏ (3 يونيو 1998 بكيب تاون في جنوب أفريقيا - ) هو لاعب كرة قدم جنوب أفريقي في مركز الوسط.

## روابط خارجية
- غرانت مارجيمان على موقع قاعدة بيانات كرة القدم.إي يو (الإنجليزية)
- غرانت مارجيمان على موقع ناشيونال فوتبول تيمز (الإنجليزية)
- غرانت مارجيمان على موقع Soccerway.com (الإنجليزية)
- غرانت مارجيمان على موقع عالم كرة القدم.نت (الإنجليزية)